# Núcleo Museológico do Vinho e da Vinha
O Núcleo Museológico do Vinho e da Vinha é um património edificado em Portugal, está instalado na adega da Herdade de Algeruz (freguesia de Palmela), graças à parceria assinada entre a Câmara municipal e o actual proprietário do edifício em 2001.
A adega fazia parte da importante Herdade de Algeruz, cujo edifício foi adaptado a espaço museológico, dedicado ao património e às memórias vitivinícolas do concelho de Palmela.
A construção destas instalações data de 1931, e foi efectuada a partir de pequenas ‘adegas’ existentes. D. Gregório Gonzalez Briz, o seu mentor, instalou-a e desenvolveu-a com base nos conhecimentos adquiridos no prestigiado curso de Enologia da Universidade de Bordéus.
Em 1937, foi considerada “a mais moderna adega de Portugal”, em virtude da instalação de um sistema de vinificação designado por método Lessivage Automatique ou por Sistema de ânfora argelino.
O Núcleo Museológico ou Adega da Herdade de Algeruz ou Adega de Algeruz, está classificado como Imóvel de interesse municipal em Portugal.
Em 2012 o núcleo museológico foi encerrado ao público por falta de condições de segurança da cobertura do edifício.